# Wojciech Buliński

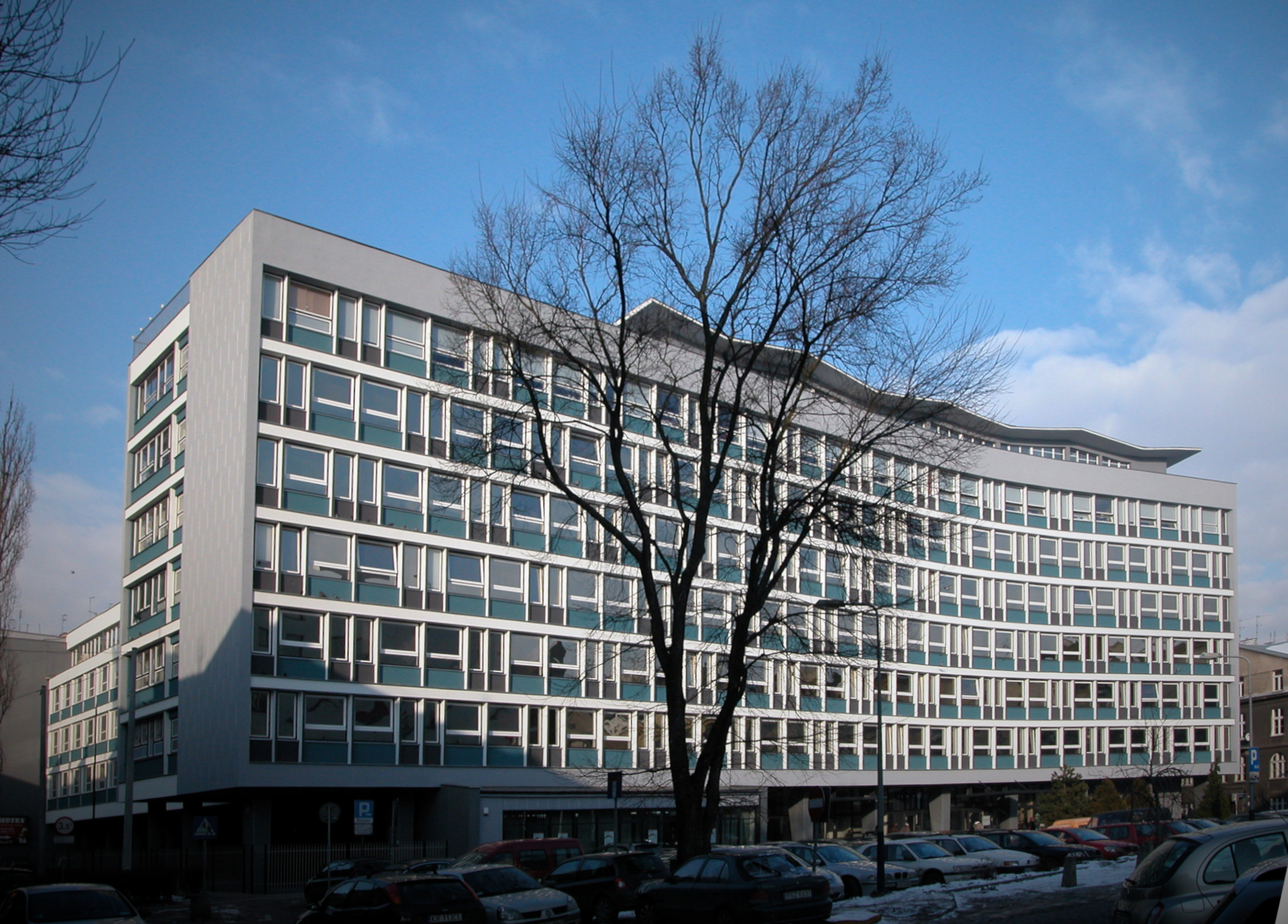
Biurowiec Biprocemwap w Krakowie

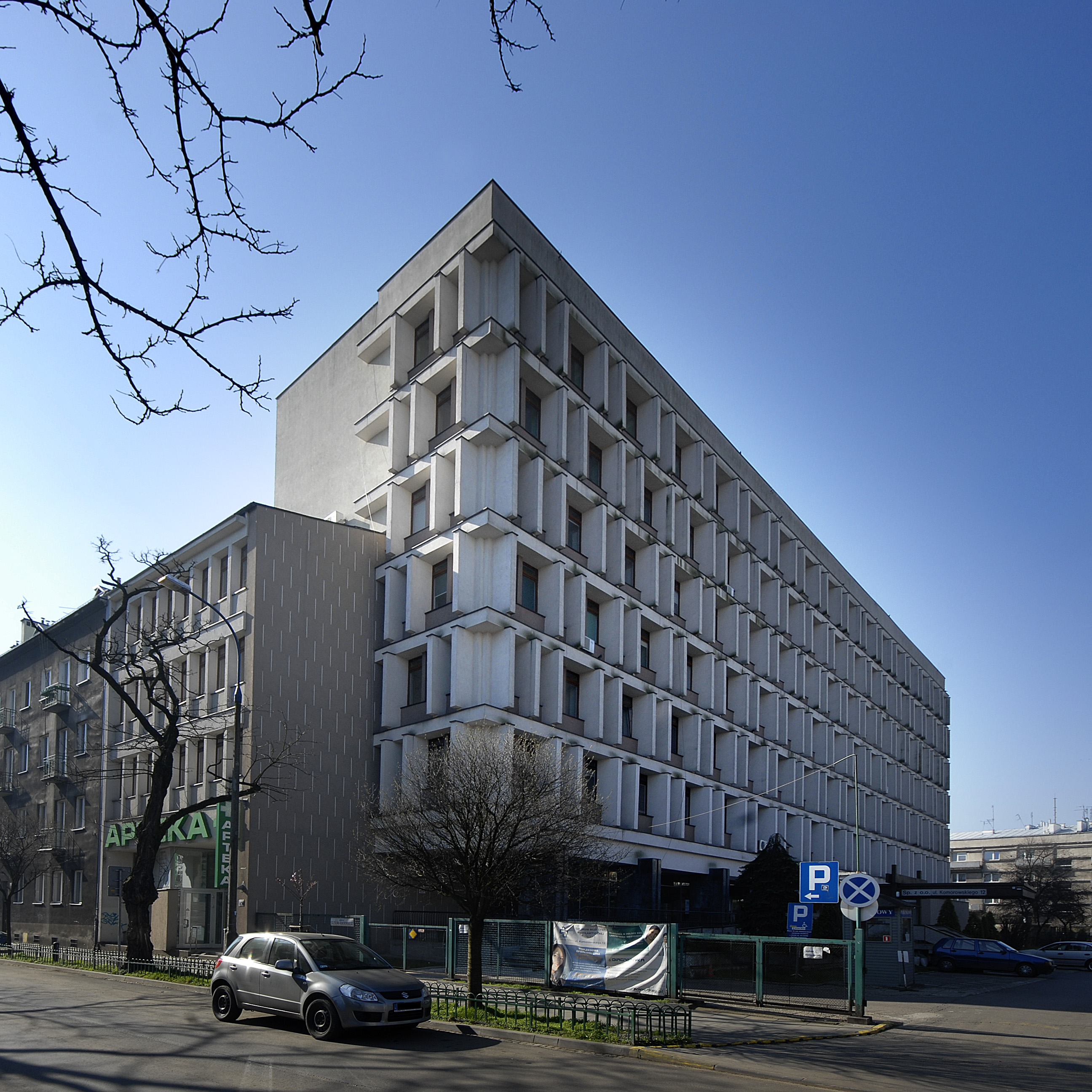
Centrum Medycyny Profilaktycznej w Krakowie

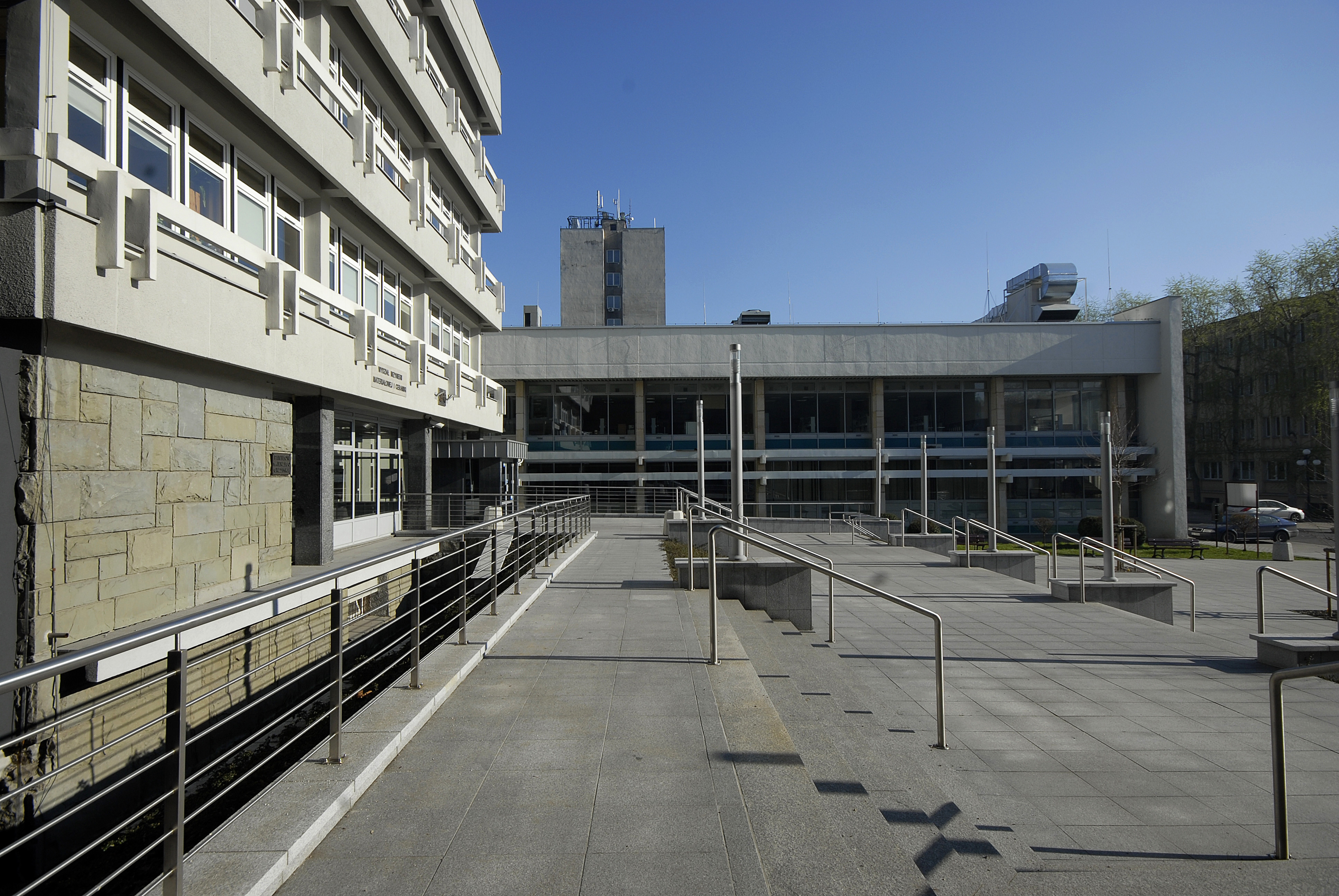
Instytut Materiałów Budowlanych, Ogniotrwałych i Ceramiki Akademii Górniczo-Hutniczej w Krakowie

Wojciech Włodzimierz Buliński (ur. 13 listopada 1929 w Warszawie, zm. 24 listopada 2021 w Krakowie) – polski architekt, profesor zwyczajny, od początku kariery naukowej związany z Wydziałem Architektury Politechniki Krakowskiej im. Tadeusza Kościuszki, którego był dziekanem w latach 1987–1993.

## Życiorys
Studiował na Wydziale Architektury Politechniki Krakowskiej. W 1954 roku otrzymał dyplom magistra inżyniera architekta. Stopień doktora uzyskał w roku 1963, a stopień doktora habilitowanego w roku 1974. Tytuł naukowy profesora nauk technicznych otrzymał 15 kwietnia 1987. W latach 1987–2000 pełnił funkcję kierownika Katedry Architektury Użyteczności Publicznej. Promotor wielu prac dyplomowych. Wyróżniony honorową Nagrodą SARP za wybitne osiągnięcia w dziedzinie architektury w 1994 roku. W 2001 odznaczony Krzyżem Oficerskim Orderu Odrodzenia Polski

## Projekty
- Biurowiec BPPCIW (Biprocemwap) w Krakowie (1959–1966)[4][5][6]
- Dom Pszczelarza w Mszanie Dolnej (1968)
- Biurowiec z salą zebrań ZPW w Tarnowie Opolskim (1969)
- Budynek mieszkalny w Krakowie (1970)
- Instytut Materiałów Budowlanych, Ogniotrwałych i Ceramiki Akademii Górniczo-Hutniczej w Krakowie (1972–1975)[7]
- Centrum Medycyny Profilaktycznej w Krakowie (1972–1984)[8]
- ZPW Trzuskawica koło Kielc (1975–1976)
- Budynek biurowo-produkcyjny w Kielcach (Białogon) (1977)
- Bank PKO BP w Nowym Sączu (1992–1993)
- Dom wypoczynkowy NBP (Bankowiec) w Zakopanem (1994)
- Bank PKO BP w Zakopanem (1995–1996)